# The Plaza (新加坡)
The Plaza是位于新加坡加冷海滩路的高层商业、住宅建筑。该综合大楼由一栋30层的住宅和商业塔楼、一栋8层楼建築（Parkroyal酒店）組成，是新加坡中區、阿拉伯街、武吉士最豪华的住宅之一，並可眺望海平線景觀。

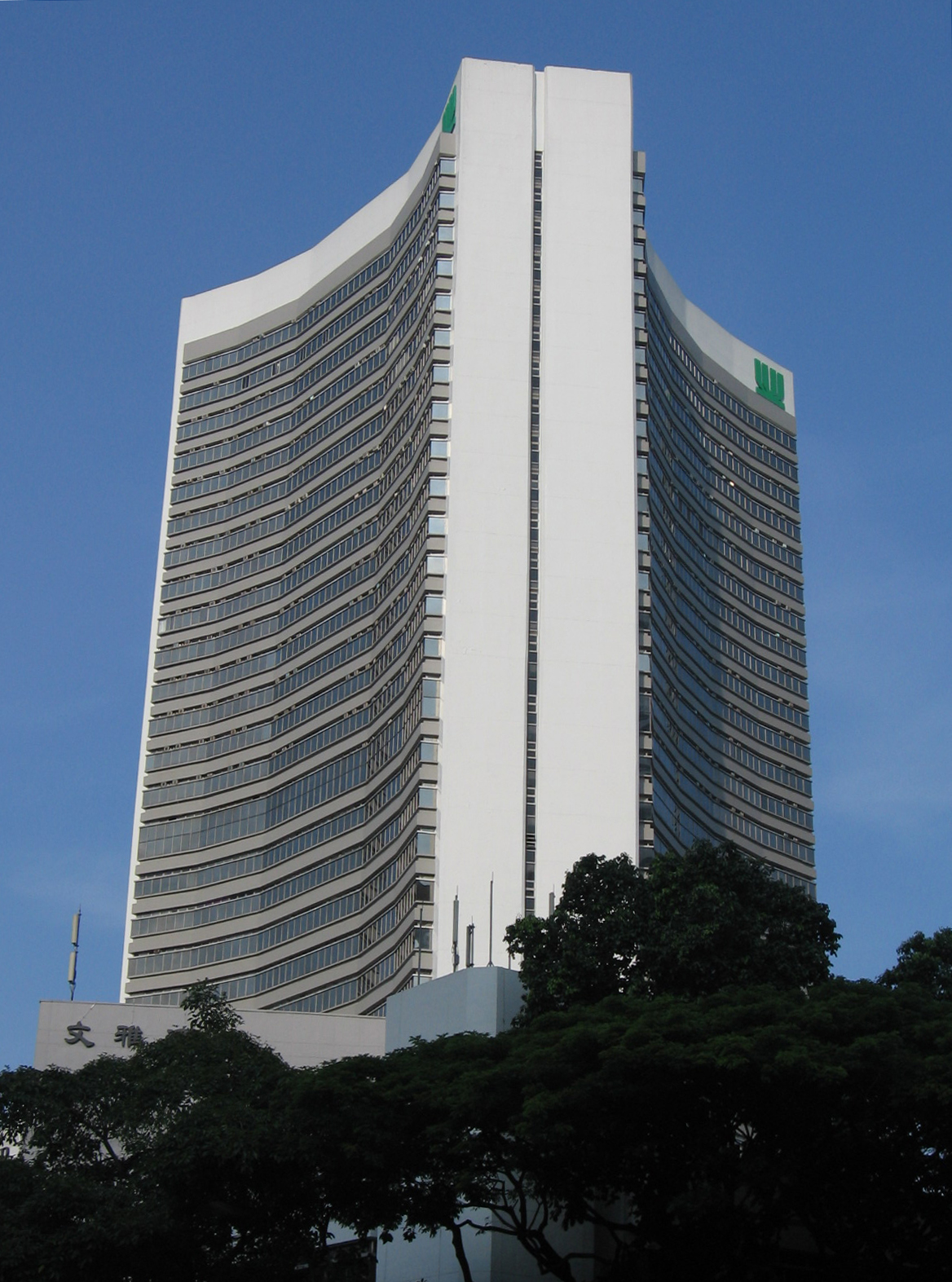
The Plaza—摄于2007年8月

## 历史
The Plaza综合大楼于1979年竣工。